# Tenakee Springs
Tenakee Springs es una ciudad ubicada en el Área censal de Hoonah-Angoon en el estado estadounidense de Alaska. En el Censo de 2010 tenía una población de 131 habitantes y una densidad poblacional de 2,65 personas por km².

## Geografía
Tenakee Springs se encuentra en las coordenadas 57°47′24″N 135°8′8″O / 57.79000, -135.13556. Según la Oficina del Censo de los Estados Unidos, Tenakee Springs tiene una superficie total de 49.5 km², de la cual 36.74 km² corresponden a tierra firme y (25.78%) 12.76 km² es agua.

## Demografía
Según el censo de 2010, había 131 personas residiendo en Tenakee Springs. La densidad de población era de 2,65 hab./km². De los 131 habitantes, Tenakee Springs estaba compuesto por el 94.66% blancos, el 0.76% eran afroamericanos, el 0.76% eran amerindios, el 0.76% eran asiáticos, el 0% eran isleños del Pacífico, el 0% eran de otras razas y el 3.05% pertenecían a dos o más razas. Del total de la población el 1.53% eran hispanos o latinos de cualquier raza.